# Садовая улица (Выборг)
Садовая улица — улица в Центральном микрорайоне Выборга. Является продолжением Выборгской улицы, пролегая от проспекта Суворова до бульвара Кутузова.

## История

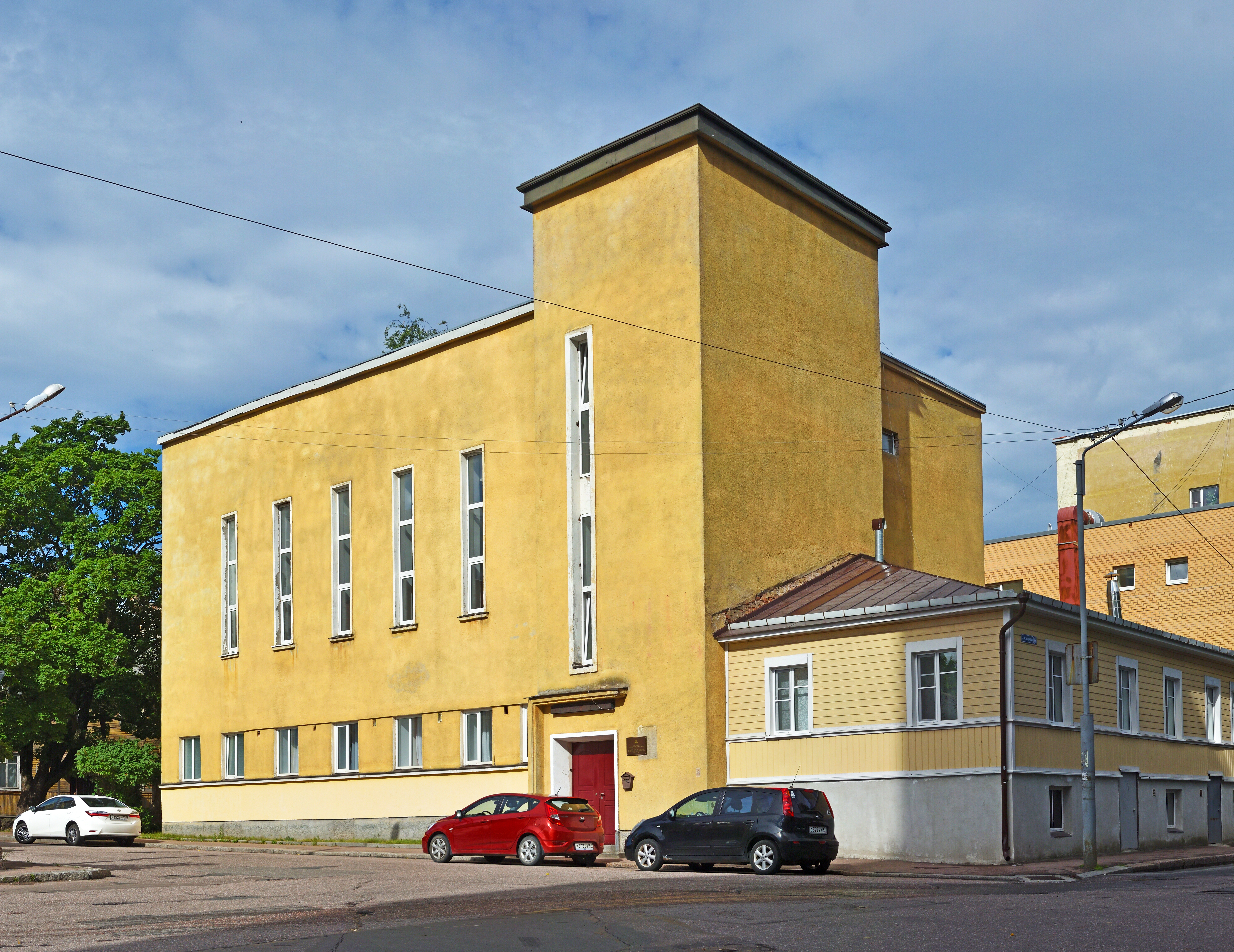
Дома № 15 и № 17 — молитвенный дом адвентистов

На плане 1861 года хорошо видна цепь бульваров

Территория, на которой расположена улица, до 1860-х годов находилась за пределами города, окружённого крепостной стеной, и не была застроена. Домики жителей Петербургского форштадта — городского предместья с неупорядоченной деревянной застройкой — в соответствии с правилами не могли располагаться ближе 130 саженей (270 метров) к Выборгской крепости, так как эспланада должна быть всегда открытой для артиллерийского огня.
В 1861 году выборгским губернским землемером Б. О. Нюмальмом был разработан городской план, предусматривавший снос устаревших укреплений Рогатой крепости и формирование сети новых прямых улиц, разделивших территорию бывшего форштадта на участки правильной формы. Согласно плану старые и новые городские кварталы опоясывала цепь бульваров, включавшая современные парк имени Ленина, площадь Выборгских Полков, Садовую улицу, бульвар Кутузова и Первомайскую улицу. Согласно плану город разделялся на 9 районов, включая названный в честь бастиона Панцерлакс городской район с одноимённым широким бульваром (швед. Pantsarlaksgatan, фин. Pantsarlahdenkatu, на русских картах — Панцарлакская улица; с провозглашением независимости Финляндии официальным стал финский вариант названия).
Первоначальная застройка улицы представляла собой одно- двухэтажные домики, которые стали вытесняться многоэтажными каменными зданиями с начала XX века, но активное каменное строительство развернулось только в 1930-х годах, когда было возведено несколько зданий в стиле функционализма, таких, как молитвенный дом адвентистов. Кварталы жилых домов обрамляли бульвар с широкой дубовой аллеей.
Большая часть деревянной застройки улицы сгорела в пожарах советско-финских войн (1939—1944), в ходе которых сильно пострадали и зелёные аллеи улицы, за которой с 1944 года, по итогам Великой Отечественной войны, закрепилось современное название. В послевоенный советский период центр города не разделялся на административные районы, поэтому название «Панцерлакс» в настоящее время используется применительно к бастиону, но не к прилегающему историческому району города. С 2008 года, после разделения всей территории Выборга на микрорайоны, Садовая улица относится к Центральному микрорайону города.
В послевоенный период были благоустроены зелёные аллеи улицы, сильно пострадавшие в результате военных действий. С 1957 года на центральной аллее размещается памятник Максиму Горькому, перенесённый с Суворовской площади. Возобновившееся в 1950-х годах каменное строительство первоначально было признано неудачным: четырёхэтажное здание школы № 14, построенное в 1955 году (улица Садовая, дом 8/9), из-за строительных ошибок вскоре стало аварийным и было выведено из эксплуатации, а возведение на углу с проспектом Суворова типового здания (проспект Суворова, дом 7) было подвергнуто критике из-за однообразия пропорций и фасадов «хрущёвок» из силикатного кирпича. Жилые здания более позднего времени, построенные по индивидуальным проектам, рассматриваются в литературе как удачные примеры советской архитектуры. В начале XXI века в качестве эффектного завершения застройки Садовой улицы были спроектированы монументальные жилые комплексы: «Магирус» и «Серебряный каскад», но если первый был сдан в эксплуатацию в 2006—2013 годах, то последний превратился в долгострой.
Сохранившиеся каменные довоенные здания внесены в реестр объектов культурного наследия в качестве памятников архитектуры наряду с домом № 11, построенным в 1974 году. Также в реестр внесён и Садовый сквер, благоустройство которого проведено в 2021 году.

## Известные жители
д. 3 — Н. В. Смирнов (мемориальная доска)